# يوتا ريختر
يوتا ريختر (بالألمانية: Jutta Richter)‏ هي كاتبة للأطفال وكاتِبة وشاعرة ألمانية، ولدت في 30 سبتمبر 1955 في شتاينفورت في ألمانيا.

## وصلات خارجية
- يوتا ريختر على موقع مونزينجر (الألمانية)
- يوتا ريختر على موقع ميوزك برينز (الإنجليزية)